# Coppa Fiera di Mercatale
La Coppa Fiera di Mercatale est une course cycliste italienne disputée à Mercatale Valdarno (it), en Toscane. Créée en 1951, cette épreuve figure parmi les rendez-vous majeurs de la saison chez les amateurs en Italie. Elle est organisée par l'Union Sportiva Fracor
L'édition 2020 est annulée en raison de la pandémie de Covid-19.

## Palmarès
| Année     | Vainqueur            | Deuxième              | Troisième                  |
| --------- | -------------------- | --------------------- | -------------------------- |
| 1951      | Mario Vestri         |                       |                            |
| 1952      | Idrio Bui            |                       |                            |
| 1953      | Non disputé          | Non disputé           | Non disputé                |
| 1954      | Francesco Perona     |                       |                            |
| 1955-1956 | Non disputé          | Non disputé           | Non disputé                |
| 1957      | Paolo Borghi         |                       |                            |
| 1958-1959 | Non disputé          | Non disputé           | Non disputé                |
| 1960      | Mario Zanchi         |                       |                            |
| 1961      | Rolando Picchiotti   |                       |                            |
| 1962-1963 | Non disputé          | Non disputé           | Non disputé                |
| 1964      | Gino Muccini         |                       |                            |
| 1965      | Edoardo Gregori      |                       |                            |
| 1966      | Alfio Poli           |                       |                            |
| 1967      | Alfio Poli           |                       |                            |
| 1968      | Non disputé          | Non disputé           | Non disputé                |
| 1969      | Loris Vignolini      |                       |                            |
| 1970      | Non disputé          | Non disputé           | Non disputé                |
| 1971      | Salvatore Ghisellini |                       |                            |
| 1972      | Vittorio Algeri      |                       |                            |
| 1973      | Alfredo Chinetti     |                       |                            |
| 1974      | Vittorio Algeri      |                       |                            |
| 1975      | Phil Edwards         |                       |                            |
| 1976      | Angelo Tosoni        |                       |                            |
| 1977      | Alf Segersäll        | Walter Clivati (it)   | Claudio Corti              |
| 1978      | Marino Bastianello   |                       |                            |
| 1979      | Gianni Giacomini     |                       |                            |
| 1980      | Piergiorgio Angeli   |                       |                            |
| 1981      | Enzo Serpelloni      |                       |                            |
| 1982      | Patrizio Gambirasio  |                       |                            |
| 1983      | Marco Barbin         |                       |                            |
| 1984      | Maurizio Vandelli    |                       |                            |
| 1985      | Maurizio Vandelli    |                       |                            |
| 1986      | Fabio Roscioli       |                       |                            |
| 1987      | Fabrizio Bontempi    |                       |                            |
| 1988      | Antonio Fanelli      |                       |                            |
| 1989      | Germano Pierdomenico |                       |                            |
| 1990      | Biagio Conte         |                       |                            |
| 1991      | Wladimir Belli       |                       |                            |
| 1992      | Andrea Peron         |                       |                            |
| 1993      | Alessandro Bertolini |                       |                            |
| 1994      | Gianluca Pianegonda  |                       |                            |
| 1995      | Stefano Dante        |                       |                            |
| 1996      | Giuliano Figueras    |                       |                            |
| 1997      | Giuseppe Palumbo     | Luca Belluomini       | Giuliano Figueras          |
| 1998      | Ruggero Marzoli      | Rinaldo Nocentini     | Paolo Bossoni              |
| 1999      | Ivan Basso           | Volodymyr Gustov      | Jamie Burrow (de)          |
| 2000      | Stefano Guerrini     |                       |                            |
| 2001      | Giampaolo Caruso     | Yaroslav Popovych     | Sergey Krushevskiy         |
| 2002      | Pasquale Muto        | Luca Solari           | Antonio Aldape             |
| 2003      | Andrea Giupponi      |                       |                            |
| 2004      | Matej Mugerli        | Elia Rigotto          | Mirko Allegrini            |
| 2005      | Riccardo Riccò       | Marco Bandiera        | Vasil Kiryienka            |
| 2006      | Alessandro Proni     | Gianluca Coletta (it) | Dmytro Grabovskyy          |
| 2007      | Francesco Ginanni    | Gianluca Brambilla    | Mirko Battaglini           |
| 2008      | Emanuele Vona        | Giuseppe De Maria     | Alessandro Raisoni         |
| 2009      | Paolo Ciavatta       | Gianluca Brambilla    | Kristjan Koren             |
| 2010      | Marco Canola         | Calos Quintero        | Francesco Manuel Bongiorno |
| 2011      | Nicola Boem          | Julián Arredondo      | Andrea Palini              |
| 2012      | Nicola Boem          | Andrea Fedi           | Enrico Barbin              |
| 2013      | Luca Benedetti       | Andrea Zordan         | Davide Villella            |
| 2014      | Alessandro Tonelli   | Mirco Maestri         | Simone Andreetta           |
| 2015      | Francesco Rosa       | Mirko Trosino         | Luis Miguel Martínez       |
| 2016      | Paolo Baccio         | Marco Bernardinetti   | Jacopo Mosca               |
| 2017      | Seid Lizde           | Aleksandr Riabushenko | Andrea Toniatti            |
| 2018      | Samuele Battistella  | Christian Scaroni     | Andrea Toniatti            |
| 2019      | Matteo Sobrero       | Sebastiano Mantovani  | Marco Murgano              |
| 2020-2022 | Non disputé          | Non disputé           | Non disputé                |
| 2023      | Fabio Garzi          | Luca Cavallo          | Nicolò Arrighetti          |
| 2024      | Michael Belleri      | Nicoló Arrighetti     | Edoardo Zamperini          |
| 2025      | Riccardo Lorello     | Andrea Guerra         | Luca Fraticelli            |